# Tuhilo Leten (Ort)
Tuhilo Leten (Tuhilu Leten, deutsch Ober-Tuhilo) ist ein osttimoresischer Ort im Suco Fahilebo (Verwaltungsamt Bazartete, Gemeinde Liquiçá). Der Ort bildet keine geschlossene Siedlung, sondern eine Anzahl von einzeln stehenden Häusern, die sich auf den Norden der Aldeia Tuhilo Leten verteilen und oft nicht einmal an einer der kleinen, unbefestigten Straßen liegen. Das Ortszentrum liegt auf einer Meereshöhe von 794 m. Durch das Gebiet fließt ein Zufluss des Ermela, der zu den Quellflüssen des Rio Comoro gehört.